# Gaspar de Lemos
Pour les articles homonymes, voir Lemos.
Gaspar de Lemos est un navigateur portugais qui commandait un des bateaux de la flotte de Pedro Álvares Cabral, qui a découvert le Brésil le 22 avril 1500.

## Biographie
Directement, on sait peu de choses de ses origines.
Comme commandant du bateau qui transportait les vivres, il fut désigné par Cabral pour retourner au Portugal après un court séjour dans la terre de la Vraie Croix pour apporter à Manuel Ier la nouvelle de  la découverte. Ainsi, il revint au Portugal avec la fameuse lettre de Pero Vaz de Caminha.
Il revint au Brésil à la fin de 1501 en voyage d'exploration, en compagnie, entre autres, d'Amerigo Vespucci. 
Il partit de Lisbonne le 10  mai 1501 et revint le 17  septembre 1502  . Cette expédition aurait fait les découvertes suivantes :
- l'archipel de Fernando de Noronha ;
- le 1er novembre 1501, la baie qui fut baptisée Baía de Todos os Santos ;
- le 1er janvier 1502, la baie de Guanabara, qu'il a confondue avec une rivière et qu'il baptisa Rio de Janeiro[1] ;
- Angra dos Reis, le 6 janvier de la même année ;
- l'île brésilienne de São Vicente, le 22  janvier 1502.

Ce gentilhomme est peut-être descendant d'une riche famille originaire de León qui vint au Portugal sous le règne d'Alphonse IV et reçut des terres sous Jean Ier. 
Certains auteurs attribuent ce voyage de 1501-1502 à Gonçalo Coelho qui pourtant ne partit de Lisbonne qu'en 1503 accompagné aussi par Vespucci. D'autres le confondent avec Gaspar da Gama, nouveau chrétien. 
José Maria da Silva Paranhos Júnior (Baron do Rio Branco) dans ses « Efemérides Brasileiras » le confond avec André Gonçalves.